# N-metiletanamina
La N-metiletanamina es una amina secundaria con fórmula molecular C3H9N.
- Datos: Q6036777
- Multimedia: Ethylmethylamine / Q6036777